# Evropsko prvenstvo v rokometu 1994
Evropsko prvenstvo v rokometu 1994 je bilo prvo evropsko prvenstvo v rokometu. Potekalo je od 3. do 12. junija 1994 v portugalskih mestih Porto in Almada.

## Prizorišča
Prvenstvo je potekalo na dveh prizoriščih. Prvi del tekmovanja je skupina A odigrala v Almadi, skupina B pa v Portu. Tekme za razvrstitev od 5. do 12. mesta so bile odigrane v Almadi, polfinalni tekmi, tekma za tretje mesto in finale pa so bile odigrane v Portu.
| Mesto  | Dvorana                       | Kapaciteta | Lokacija     |
| ------ | ----------------------------- | ---------- | ------------ |
| Almada | Complexo Desportivo de Almada | 4,000      | Porto Almada |
| Porto  | Pavilhão Rosa Mota            | 5,400      | Porto Almada |

## Kvalifikacije
Kvalifikacije so potekale od 27. februarja 1993 do 10. marca 1994. Portugalska je bila kot gostiteljica neposredno uvrščena na prvenstvo. Preostalih 34 reprezentanc je bilo razvrščenih v sedem kvalifikacijskih skupin. Kvalifikacije so potekale po dvokrožnem sistemu.
Na prvenstvo so se uvrstile prvouvrščene in drugouvrščena reprezentanca z najboljšim izkupičkom. Izmed preostalih šest drugouvrščenih reprezentanc so se po razigravanju še tri uvrstile na prvenstvo

### Rezultati kvalifikacij po skupinah
| Меstо | Skupina 1 | Skupina 2 | Skupina 3 | Skupina 4  | Skupina 5  | Skupina 6 | Skupina 7  |
| ----- | --------- | --------- | --------- | ---------- | ---------- | --------- | ---------- |
| 1     | Danska    | Madžarska | Švedska   | Hrvaška    | Nemčija    | Španija   | Rusija     |
| 2     | Romunija  | Slovenija | Avstrija  | Belorusija | Francija   | Poljska   | Češka      |
| 3     | Ukrajina  | Norveška  | Turčija   | Islandija  | Nizozemska | Švica     | Italija    |
| 4     | Slovaška  | Litva     | Estonija  | Finska     | Izrael     | Latvija   | Luksemburg |
| 5     | Moldavija | Gruzija   | Belgija   | Bolgarija  | Grčija     | Ciper     |            |

### Razigravanje drugouvščenih
| Par                   | Tekma 1 | Tekma 2 |
| --------------------- | ------- | ------- |
| Slovenija - Češka     | 19 – 16 | 19 – 22 |
| Poljska - Francija    | 23 – 19 | 19 – 32 |
| Avstrija - Belorusija | 28 – 17 | 15 – 28 |

## Uvrščene reprezentance
| Skupina A  | Skupina B   |
| ---------- | ----------- |
| Hrvaška    | Danska      |
| Belorusija | Madžarska   |
| Romunija   | Portugalska |
| Rusija     | Švedska     |
| Francija   | Španija     |
| Nemčija    | Slovenija   |

## Tekmovanje po skupinah
Seznam okrajšav v tabelah:
- Tek = število odigranih tekem
- Z   = število zmag
- N   = število neodločenih
- P   = število porazov
- DG  = doseženi goli
- PG  = prejeti goli
- GR  = gol razlika (DG-PG)
- Toč = dosežene točke

### Skupina A (Almada)
Reprezentanci, uvrščeni na prvo in drugo mesto (obarvano zeleno) sta se uvrstili v polfinale.
| Moštvo     | Tek | Z | N | P | DG  | PG  | GR  | Toč |
| ---------- | --- | - | - | - | --- | --- | --- | --- |
| Rusija     | 5   | 5 | 0 | 0 | 122 | 94  | +28 | 10  |
| Hrvaška    | 5   | 3 | 0 | 2 | 120 | 114 | +6  | 6   |
| Francija   | 5   | 2 | 1 | 2 | 123 | 120 | +3  | 5   |
| Belorusija | 5   | 2 | 0 | 3 | 130 | 139 | –9  | 4   |
| Nemčija    | 5   | 1 | 1 | 3 | 107 | 113 | –6  | 3   |
| Romunija   | 5   | 1 | 0 | 4 | 113 | 135 | –22 | 2   |

| 3. junij 1994 15:30 | Nemčija   | 23 – 24 | Belorusija | Dvorana: Complexo Desportivo, Almada Gledalcev: 1,000 Sodnika: Gallego, Lamas |
| 3. junij 1994 15:30 | (12 – 10) |         |            | Dvorana: Complexo Desportivo, Almada Gledalcev: 1,000 Sodnika: Gallego, Lamas |
| 3. junij 1994 15:30 | Poročilo  |         |            | Dvorana: Complexo Desportivo, Almada Gledalcev: 1,000 Sodnika: Gallego, Lamas |

| 3. junij 1994 17:30 | Rusija   | 27 – 20 | Romunija | Dvorana: Complexo Desportivo, Almada Gledalcev: n. p. Sodnika: Johansson, Kjellqvist |
| 3. junij 1994 17:30 | (16 – 9) |         |          | Dvorana: Complexo Desportivo, Almada Gledalcev: n. p. Sodnika: Johansson, Kjellqvist |
| 3. junij 1994 17:30 | Poročilo |         |          | Dvorana: Complexo Desportivo, Almada Gledalcev: n. p. Sodnika: Johansson, Kjellqvist |

| 3. junij 1994 19:30 | Francija  | 27 – 25 | Hrvaška | Dvorana: Complexo Desportivo, Almada Gledalcev: 600 Sodnika: Sousa, Aires |
| 3. junij 1994 19:30 | (11 – 11) |         |         | Dvorana: Complexo Desportivo, Almada Gledalcev: 600 Sodnika: Sousa, Aires |
| 3. junij 1994 19:30 | Poročilo  |         |         | Dvorana: Complexo Desportivo, Almada Gledalcev: 600 Sodnika: Sousa, Aires |

| 4. junij 1994 15:30 | Hrvaška   | 24 – 22 | Nemčija | Dvorana: Complexo Desportivo, Almada Gledalcev: 1,500 Sodnika: Johansson, Kjellqvist |
| 4. junij 1994 15:30 | (14 – 11) |         |         | Dvorana: Complexo Desportivo, Almada Gledalcev: 1,500 Sodnika: Johansson, Kjellqvist |
| 4. junij 1994 15:30 | Poročilo  |         |         | Dvorana: Complexo Desportivo, Almada Gledalcev: 1,500 Sodnika: Johansson, Kjellqvist |

| 4. junij 1994 17:30 | Belorusija | 23 – 31 | Rusija | Dvorana: Complexo Desportivo, Almada Gledalcev: 2,000 Sodnika: Jug, Jeglič |
| 4. junij 1994 17:30 | (11 – 18)  |         |        | Dvorana: Complexo Desportivo, Almada Gledalcev: 2,000 Sodnika: Jug, Jeglič |
| 4. junij 1994 17:30 | Poročilo   |         |        | Dvorana: Complexo Desportivo, Almada Gledalcev: 2,000 Sodnika: Jug, Jeglič |

| 4. junij 1994 19:30 | Romunija  | 27 – 26 | Francija | Dvorana: Complexo Desportivo, Almada Gledalcev: 1,500 Sodnika: Gallego, Lamas |
| 4. junij 1994 19:30 | (16 – 11) |         |          | Dvorana: Complexo Desportivo, Almada Gledalcev: 1,500 Sodnika: Gallego, Lamas |
| 4. junij 1994 19:30 | Poročilo  |         |          | Dvorana: Complexo Desportivo, Almada Gledalcev: 1,500 Sodnika: Gallego, Lamas |

| 5. junij 1994 15:30 | Francija  | 21 – 21 | Nemčija | Dvorana: Complexo Desportivo, Almada Gledalcev: 1,200 Sodnika: Jug, Jeglič |
| 5. junij 1994 15:30 | (10 – 11) |         |         | Dvorana: Complexo Desportivo, Almada Gledalcev: 1,200 Sodnika: Jug, Jeglič |
| 5. junij 1994 15:30 | Poročilo  |         |         | Dvorana: Complexo Desportivo, Almada Gledalcev: 1,200 Sodnika: Jug, Jeglič |

| 5. junij 1994 17:30 | Rusija   | 21 – 18 | Hrvaška | Dvorana: Complexo Desportivo, Almada Gledalcev: 600 Sodnika: Gallego, Lamas |
| 5. junij 1994 17:30 | (13 – 8) |         |         | Dvorana: Complexo Desportivo, Almada Gledalcev: 600 Sodnika: Gallego, Lamas |
| 5. junij 1994 17:30 | Poročilo |         |         | Dvorana: Complexo Desportivo, Almada Gledalcev: 600 Sodnika: Gallego, Lamas |

| 5. junij 1994 19:30 | Romunija | 24 – 33 | Belorusija | Dvorana: Complexo Desportivo, Almada Gledalcev: 500 Sodnika: Sousa, Aires |
| 5. junij 1994 19:30 | (9 – 14) |         |            | Dvorana: Complexo Desportivo, Almada Gledalcev: 500 Sodnika: Sousa, Aires |
| 5. junij 1994 19:30 | Poročilo |         |            | Dvorana: Complexo Desportivo, Almada Gledalcev: 500 Sodnika: Sousa, Aires |

| 7. junij 1994 15:30 | Nemčija  | 16 – 25 | Rusija | Dvorana: Complexo Desportivo, Almada Gledalcev: 600 Sodnika: Johansson, Kjellqvist |
| 7. junij 1994 15:30 | (9 – 12) |         |        | Dvorana: Complexo Desportivo, Almada Gledalcev: 600 Sodnika: Johansson, Kjellqvist |
| 7. junij 1994 15:30 | Poročilo |         |        | Dvorana: Complexo Desportivo, Almada Gledalcev: 600 Sodnika: Johansson, Kjellqvist |

| 7. junij 1994 17:30 | Francija  | 32 – 29 | Belorusija | Dvorana: Complexo Desportivo, Almada Gledalcev: 500 Sodnika: Gallego, Lamas |
| 7. junij 1994 17:30 | (16 – 15) |         |            | Dvorana: Complexo Desportivo, Almada Gledalcev: 500 Sodnika: Gallego, Lamas |
| 7. junij 1994 17:30 | Poročilo  |         |            | Dvorana: Complexo Desportivo, Almada Gledalcev: 500 Sodnika: Gallego, Lamas |

| 7. junij 1994 19:30 | Hrvaška   | 24 – 23 | Romunija | Dvorana: Complexo Desportivo, Almada Gledalcev: 500 Sodnika: Jug, Jeglič |
| 7. junij 1994 19:30 | (12 – 11) |         |          | Dvorana: Complexo Desportivo, Almada Gledalcev: 500 Sodnika: Jug, Jeglič |
| 7. junij 1994 19:30 | Poročilo  |         |          | Dvorana: Complexo Desportivo, Almada Gledalcev: 500 Sodnika: Jug, Jeglič |

| 8. junij 1994 15:30 | Nemčija   | 25 – 19 | Romunija | Dvorana: Complexo Desportivo, Almada Gledalcev: 1,000 Sodnika: Szajna, Wroblewski |
| 8. junij 1994 15:30 | (11 – 10) |         |          | Dvorana: Complexo Desportivo, Almada Gledalcev: 1,000 Sodnika: Szajna, Wroblewski |
| 8. junij 1994 15:30 | Poročilo  |         |          | Dvorana: Complexo Desportivo, Almada Gledalcev: 1,000 Sodnika: Szajna, Wroblewski |

| 8. junij 1994 17:30 | Belorusija | 21 – 29 | Hrvaška | Dvorana: Complexo Desportivo, Almada Gledalcev: 1,000 Sodnika: Johansson, Kjellqvist |
| 8. junij 1994 17:30 | (12 – 12)  |         |         | Dvorana: Complexo Desportivo, Almada Gledalcev: 1,000 Sodnika: Johansson, Kjellqvist |
| 8. junij 1994 17:30 | Poročilo   |         |         | Dvorana: Complexo Desportivo, Almada Gledalcev: 1,000 Sodnika: Johansson, Kjellqvist |

| 8. junij 1994 19:30 | Rusija   | 18 – 17 | Francija | Dvorana: Complexo Desportivo, Almada Gledalcev: 1,200 Sodnika: Oie, Hogsnes |
| 8. junij 1994 19:30 | (11 – 9) |         |          | Dvorana: Complexo Desportivo, Almada Gledalcev: 1,200 Sodnika: Oie, Hogsnes |
| 8. junij 1994 19:30 | Poročilo |         |          | Dvorana: Complexo Desportivo, Almada Gledalcev: 1,200 Sodnika: Oie, Hogsnes |

### Skupina B (Porto)
Reprezentanci, uvrščeni na prvo in drugo mesto (obarvano zeleno) sta se uvrstili v polfinale.
| Moštvo      | Tek | Z | N | P | DG  | PG  | GR  | Toč |
| ----------- | --- | - | - | - | --- | --- | --- | --- |
| Švedska     | 5   | 5 | 0 | 0 | 114 | 91  | +23 | 10  |
| Danska      | 5   | 3 | 1 | 1 | 107 | 99  | +8  | 7   |
| Španija     | 5   | 3 | 0 | 2 | 114 | 101 | +13 | 6   |
| Madžarska   | 5   | 2 | 0 | 3 | 100 | 107 | –7  | 4   |
| Slovenija   | 5   | 1 | 1 | 3 | 94  | 111 | –17 | 3   |
| Portugalska | 5   | 0 | 0 | 5 | 96  | 116 | –20 | 0   |

| 3. junij 1994 15:30 | Švedska   | 22 – 17 | Slovenija | Dvorana: Pavilhão Rosa Mota, Porto Gledalcev: 1,100 Sodnika: H. Thomas, J. Thomas |
| 3. junij 1994 15:30 | (10 – 10) |         |           | Dvorana: Pavilhão Rosa Mota, Porto Gledalcev: 1,100 Sodnika: H. Thomas, J. Thomas |
| 3. junij 1994 15:30 | Poročilo  |         |           | Dvorana: Pavilhão Rosa Mota, Porto Gledalcev: 1,100 Sodnika: H. Thomas, J. Thomas |

| 3. junij 1994 17:30 | Španija   | 25 – 20 | Madžarska | Dvorana: Pavilhão Rosa Mota, Porto Gledalcev: 1,100 Sodnika: Rudin, Schill |
| 3. junij 1994 17:30 | (11 – 10) |         |           | Dvorana: Pavilhão Rosa Mota, Porto Gledalcev: 1,100 Sodnika: Rudin, Schill |
| 3. junij 1994 17:30 | Poročilo  |         |           | Dvorana: Pavilhão Rosa Mota, Porto Gledalcev: 1,100 Sodnika: Rudin, Schill |

| 3. junij 1994 19:30 | Danska   | 24 – 17 | Portugalska | Dvorana: Pavilhão Rosa Mota, Porto Gledalcev: 1,100 Sodnika: Szajna, Wroblewski |
| 3. junij 1994 19:30 | (11 – 5) |         |             | Dvorana: Pavilhão Rosa Mota, Porto Gledalcev: 1,100 Sodnika: Szajna, Wroblewski |
| 3. junij 1994 19:30 | Poročilo |         |             | Dvorana: Pavilhão Rosa Mota, Porto Gledalcev: 1,100 Sodnika: Szajna, Wroblewski |

| 4. junij 1994 15:30 | Slovenija | 19 – 19 | Danska | Dvorana: Pavilhão Rosa Mota, Porto Gledalcev: 1,200 Sodnika: Rudin, Schill |
| 4. junij 1994 15:30 | (8 – 10)  |         |        | Dvorana: Pavilhão Rosa Mota, Porto Gledalcev: 1,200 Sodnika: Rudin, Schill |
| 4. junij 1994 15:30 | Poročilo  |         |        | Dvorana: Pavilhão Rosa Mota, Porto Gledalcev: 1,200 Sodnika: Rudin, Schill |

| 4. junij 1994 17:30 | Madžarska | 18 – 22 | Švedska | Dvorana: Pavilhão Rosa Mota, Porto Gledalcev: 1,700 Sodnika: Szajna, Wroblewski |
| 4. junij 1994 17:30 | (7 – 13)  |         |         | Dvorana: Pavilhão Rosa Mota, Porto Gledalcev: 1,700 Sodnika: Szajna, Wroblewski |
| 4. junij 1994 17:30 | Poročilo  |         |         | Dvorana: Pavilhão Rosa Mota, Porto Gledalcev: 1,700 Sodnika: Szajna, Wroblewski |

| 4. junij 1994 19:30 | Portugalska | 18 – 24 | Španija | Dvorana: Pavilhão Rosa Mota, Porto Gledalcev: 2,600 Sodnika: Oie, Hogsnes |
| 4. junij 1994 19:30 | (8 – 13)    |         |         | Dvorana: Pavilhão Rosa Mota, Porto Gledalcev: 2,600 Sodnika: Oie, Hogsnes |
| 4. junij 1994 19:30 | Poročilo    |         |         | Dvorana: Pavilhão Rosa Mota, Porto Gledalcev: 2,600 Sodnika: Oie, Hogsnes |

| 5. junij 1994 15:30 | Madžarska | 19 – 18 | Portugalska | Dvorana: Pavilhão Rosa Mota, Porto Gledalcev: 2,000 Sodnika: H. Thomas, J. Thomas |
| 5. junij 1994 15:30 | (7 – 8)   |         |             | Dvorana: Pavilhão Rosa Mota, Porto Gledalcev: 2,000 Sodnika: H. Thomas, J. Thomas |
| 5. junij 1994 15:30 | Poročilo  |         |             | Dvorana: Pavilhão Rosa Mota, Porto Gledalcev: 2,000 Sodnika: H. Thomas, J. Thomas |

| 5. junij 1994 17:30 | Švedska  | 22 – 16 | Danska | Dvorana: Pavilhão Rosa Mota, Porto Gledalcev: 1,000 Sodnika: Oie, Hogsnes |
| 5. junij 1994 17:30 | (7 – 6)  |         |        | Dvorana: Pavilhão Rosa Mota, Porto Gledalcev: 1,000 Sodnika: Oie, Hogsnes |
| 5. junij 1994 17:30 | Poročilo |         |        | Dvorana: Pavilhão Rosa Mota, Porto Gledalcev: 1,000 Sodnika: Oie, Hogsnes |

| 5. junij 1994 19:30 | Španija  | 24 – 16 | Slovenija | Dvorana: Pavilhão Rosa Mota, Porto Gledalcev: 800 Sodnika: Szajna, Wroblewski |
| 5. junij 1994 19:30 | (18 – 8) |         |           | Dvorana: Pavilhão Rosa Mota, Porto Gledalcev: 800 Sodnika: Szajna, Wroblewski |
| 5. junij 1994 19:30 | Poročilo |         |           | Dvorana: Pavilhão Rosa Mota, Porto Gledalcev: 800 Sodnika: Szajna, Wroblewski |

| 7. junij 1994 15:30 | Slovenija | 19 – 24 | Madžarska | Dvorana: Pavilhão Rosa Mota, Porto Gledalcev: 1,700 Sodnika: Oie, Hogsnes |
| 7. junij 1994 15:30 | (9 – 11)  |         |           | Dvorana: Pavilhão Rosa Mota, Porto Gledalcev: 1,700 Sodnika: Oie, Hogsnes |
| 7. junij 1994 15:30 | Poročilo  |         |           | Dvorana: Pavilhão Rosa Mota, Porto Gledalcev: 1,700 Sodnika: Oie, Hogsnes |

| 7. junij 1994 17:30 | Švedska  | 26 – 21 | Portugalska | Dvorana: Pavilhão Rosa Mota, Porto Gledalcev: 2,100 Sodnika: Rudin, Schill |
| 7. junij 1994 17:30 | (12 – 9) |         |             | Dvorana: Pavilhão Rosa Mota, Porto Gledalcev: 2,100 Sodnika: Rudin, Schill |
| 7. junij 1994 17:30 | Poročilo |         |             | Dvorana: Pavilhão Rosa Mota, Porto Gledalcev: 2,100 Sodnika: Rudin, Schill |

| 7. junij 1994 19:30 | Danska   | 25 – 22 | Španija | Dvorana: Pavilhão Rosa Mota, Porto Gledalcev: 1,900 Sodnika: H. Thomas, J. Thomas |
| 7. junij 1994 19:30 | (10 – 7) |         |         | Dvorana: Pavilhão Rosa Mota, Porto Gledalcev: 1,900 Sodnika: H. Thomas, J. Thomas |
| 7. junij 1994 19:30 | Poročilo |         |         | Dvorana: Pavilhão Rosa Mota, Porto Gledalcev: 1,900 Sodnika: H. Thomas, J. Thomas |

| 8. junij 1994 15:30 | Danska   | 23 – 19 | Madžarska | Dvorana: Pavilhão Rosa Mota, Porto Gledalcev: 2,500 Sodnika: Sousa, Aires |
| 8. junij 1994 15:30 | (10 – 8) |         |           | Dvorana: Pavilhão Rosa Mota, Porto Gledalcev: 2,500 Sodnika: Sousa, Aires |
| 8. junij 1994 15:30 | Poročilo |         |           | Dvorana: Pavilhão Rosa Mota, Porto Gledalcev: 2,500 Sodnika: Sousa, Aires |

| 8. junij 1994 17:30 | Portugalska | 22 – 23 | Slovenija | Dvorana: Pavilhão Rosa Mota, Porto Gledalcev: 3,100 Sodnika: H. Thomas, J. Thomas |
| 8. junij 1994 17:30 | (10 – 8)    |         |           | Dvorana: Pavilhão Rosa Mota, Porto Gledalcev: 3,100 Sodnika: H. Thomas, J. Thomas |
| 8. junij 1994 17:30 | Poročilo    |         |           | Dvorana: Pavilhão Rosa Mota, Porto Gledalcev: 3,100 Sodnika: H. Thomas, J. Thomas |

| 8. junij 1994 19:30 | Španija  | 19 – 22 | Švedska | Dvorana: Pavilhão Rosa Mota, Porto Gledalcev: 1,800 Sodnika: Jug, Jeglič |
| 8. junij 1994 19:30 | (8 – 10) |         |         | Dvorana: Pavilhão Rosa Mota, Porto Gledalcev: 1,800 Sodnika: Jug, Jeglič |
| 8. junij 1994 19:30 | Poročilo |         |         | Dvorana: Pavilhão Rosa Mota, Porto Gledalcev: 1,800 Sodnika: Jug, Jeglič |

## Tekme za razvrstitev

### Tekma za 11. mesto
| 10. junij 1994 12:30 | Romunija  | 38 – 21 | Portugalska | Dvorana: Complexo Desportivo, Almada Gledalcev: 650 Sodnika: Szajna, Wroblewski |
| 10. junij 1994 12:30 | (18 – 11) |         |             | Dvorana: Complexo Desportivo, Almada Gledalcev: 650 Sodnika: Szajna, Wroblewski |
| 10. junij 1994 12:30 | Poročilo  |         |             | Dvorana: Complexo Desportivo, Almada Gledalcev: 650 Sodnika: Szajna, Wroblewski |

### Tekma za 9. mesto
| 10. junij 1994 10:30 | Nemčija   | 28 – 18 | Slovenija | Dvorana: Complexo Desportivo, Almada Gledalcev: 600 Sodnika: Sousa, Aires |
| 10. junij 1994 10:30 | (15 – 10) |         |           | Dvorana: Complexo Desportivo, Almada Gledalcev: 600 Sodnika: Sousa, Aires |
| 10. junij 1994 10:30 | Poročilo  |         |           | Dvorana: Complexo Desportivo, Almada Gledalcev: 600 Sodnika: Sousa, Aires |

### Tekma za 7. mesto
| 10. junij 1994 17:30 | Belorusija | 24 – 28 | Madžarska | Dvorana: Complexo Desportivo, Almada Gledalcev: 500 Sodnika: Gallego, Lamas |
| 10. junij 1994 17:30 | (14 – 16)  |         |           | Dvorana: Complexo Desportivo, Almada Gledalcev: 500 Sodnika: Gallego, Lamas |
| 10. junij 1994 17:30 | Poročilo   |         |           | Dvorana: Complexo Desportivo, Almada Gledalcev: 500 Sodnika: Gallego, Lamas |

### Tekma za 5. mesto
| 10. junij 1994 19:30 | Francija  | 25 – 28 | Španija | Dvorana: Complexo Desportivo, Almada Gledalcev: 600 Sodnika: Johansson, Kjellqvist |
| 10. junij 1994 19:30 | (15 – 12) |         |         | Dvorana: Complexo Desportivo, Almada Gledalcev: 600 Sodnika: Johansson, Kjellqvist |
| 10. junij 1994 19:30 | Poročilo  |         |         | Dvorana: Complexo Desportivo, Almada Gledalcev: 600 Sodnika: Johansson, Kjellqvist |

## Zaključni boji
|  | Polfinale                      | Polfinale                      |    |                                | Finale                         | Finale |
|  |                                |                                |    |                                |                                |        |
|  | 11. junij 1994 - 15:30 (Porto) |                                |    |                                |                                |        |
|  | Rusija                         | 29                             |    |                                |                                |        |
|  | Danska                         | 20                             |    |                                |                                |        |
|  |                                |                                |    |                                |                                |        |
|  |                                |                                |    |                                | 12. junij 1994 - 16:00 (Porto) |        |
|  |                                |                                |    |                                | Rusija                         | 21     |
|  |                                | Švedska                        | 34 |                                |                                |        |
|  |                                |                                |    |                                |                                |        |
|  |                                |                                |    |                                |                                |        |
|  |                                |                                |    |                                | Za tretje mesto                |        |
|  | 11. junij 1994 - 17:30 (Porto) | 11. junij 1994 - 17:30 (Porto) |    | 12. junij 1994 - 14:00 (Porto) | 12. junij 1994 - 14:00 (Porto) |        |
|  | Švedska                        | 24                             |    | Hrvaška                        | 24                             |        |
|  | Hrvaška                        | 21                             |    |                                | Danska                         | 23     |

### Polfinale
| 11. junij 1994 15:30 | Rusija   | 29 – 20 | Danska | Dvorana: Pavilhão Rosa Mota, Porto Gledalcev: 2,100 Sodnika: Rudin, Schill |
| 11. junij 1994 15:30 | (14 – 8) |         |        | Dvorana: Pavilhão Rosa Mota, Porto Gledalcev: 2,100 Sodnika: Rudin, Schill |
| 11. junij 1994 15:30 | Poročilo |         |        | Dvorana: Pavilhão Rosa Mota, Porto Gledalcev: 2,100 Sodnika: Rudin, Schill |

| 11. junij 1994 17:30 | Švedska  | 24 – 21 | Hrvaška | Dvorana: Pavilhão Rosa Mota, Porto Gledalcev: 2,300 Sodnika: H. Thomas, J. Thomas |
| 11. junij 1994 17:30 | (13 – 7) |         |         | Dvorana: Pavilhão Rosa Mota, Porto Gledalcev: 2,300 Sodnika: H. Thomas, J. Thomas |
| 11. junij 1994 17:30 | Poročilo |         |         | Dvorana: Pavilhão Rosa Mota, Porto Gledalcev: 2,300 Sodnika: H. Thomas, J. Thomas |

### Tekma za 3. mesto
| 12. junij 1994 14:00 | Hrvaška   | 24 – 23 | Danska | Dvorana: Pavilhão Rosa Mota, Porto Gledalcev: 2,300 Sodnika: Jug, Jeglič |
| 12. junij 1994 14:00 | (12 – 13) |         |        | Dvorana: Pavilhão Rosa Mota, Porto Gledalcev: 2,300 Sodnika: Jug, Jeglič |
| 12. junij 1994 14:00 | Poročilo  |         |        | Dvorana: Pavilhão Rosa Mota, Porto Gledalcev: 2,300 Sodnika: Jug, Jeglič |

### Finale
| 12. junij 1994 16:00 | Rusija   | 21 - 34 | Švedska | Dvorana: Pavilhão Rosa Mota, Porto Gledalcev: 3,200 Sodnika: Oie, Hogsnes |
| 12. junij 1994 16:00 | (9 - 18) |         |         | Dvorana: Pavilhão Rosa Mota, Porto Gledalcev: 3,200 Sodnika: Oie, Hogsnes |
| 12. junij 1994 16:00 | Poročilo |         |         | Dvorana: Pavilhão Rosa Mota, Porto Gledalcev: 3,200 Sodnika: Oie, Hogsnes |

## Razvrstitev
|    | Švedska     |
|    | Rusija      |
|    | Hrvaška     |
| 4  | Danska      |
| 5  | Španija     |
| 6  | Francija    |
| 7  | Madžarska   |
| 8  | Belorusija  |
| 9  | Nemčija     |
| 10 | Slovenija   |
| 11 | Romunija    |
| 12 | Portugalska |